# Bibbia di Mentelin

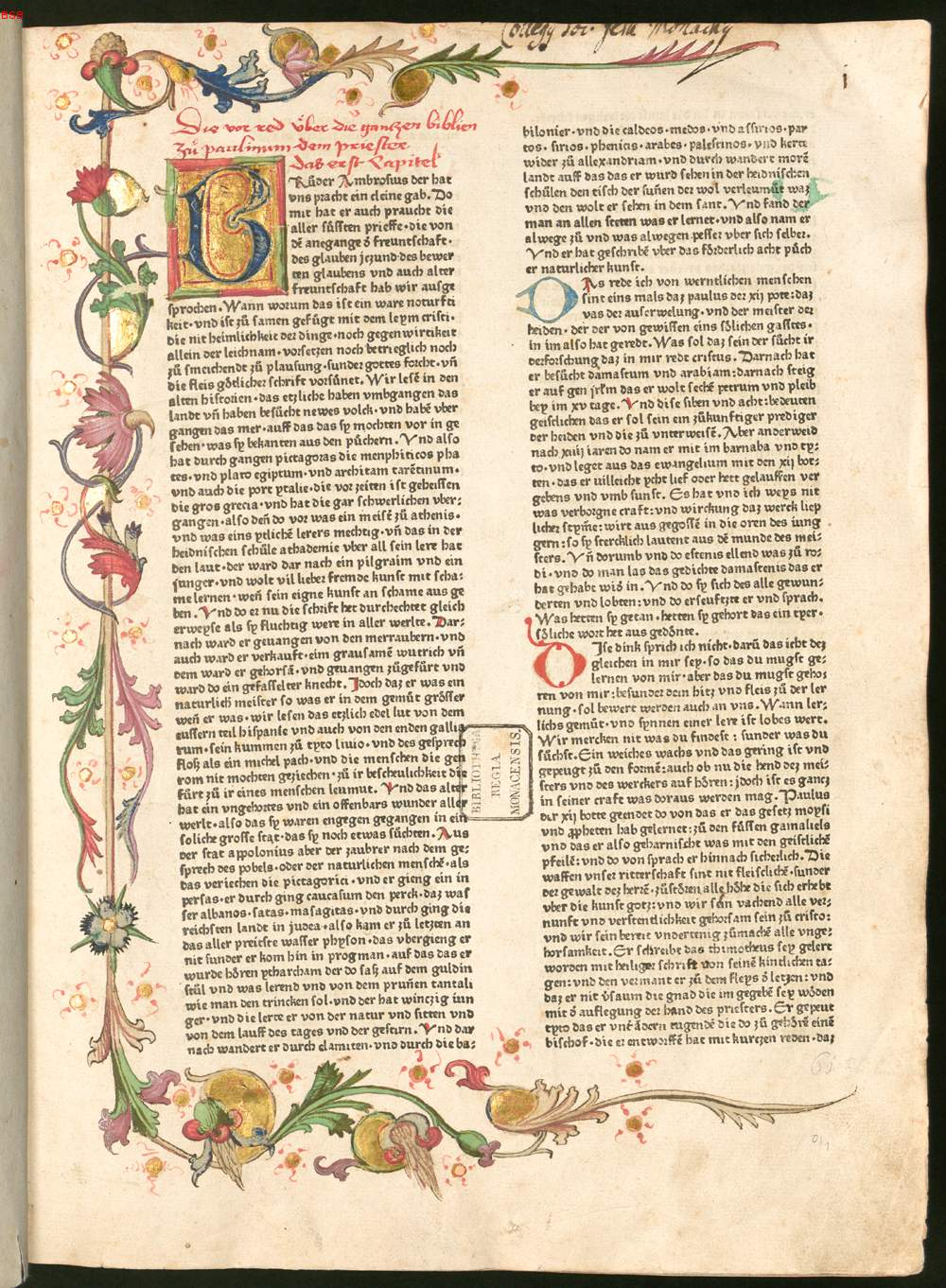
La prima pagina della Bibbia di Mentelin custodita presso la Biblioteca nazionale bavarese.

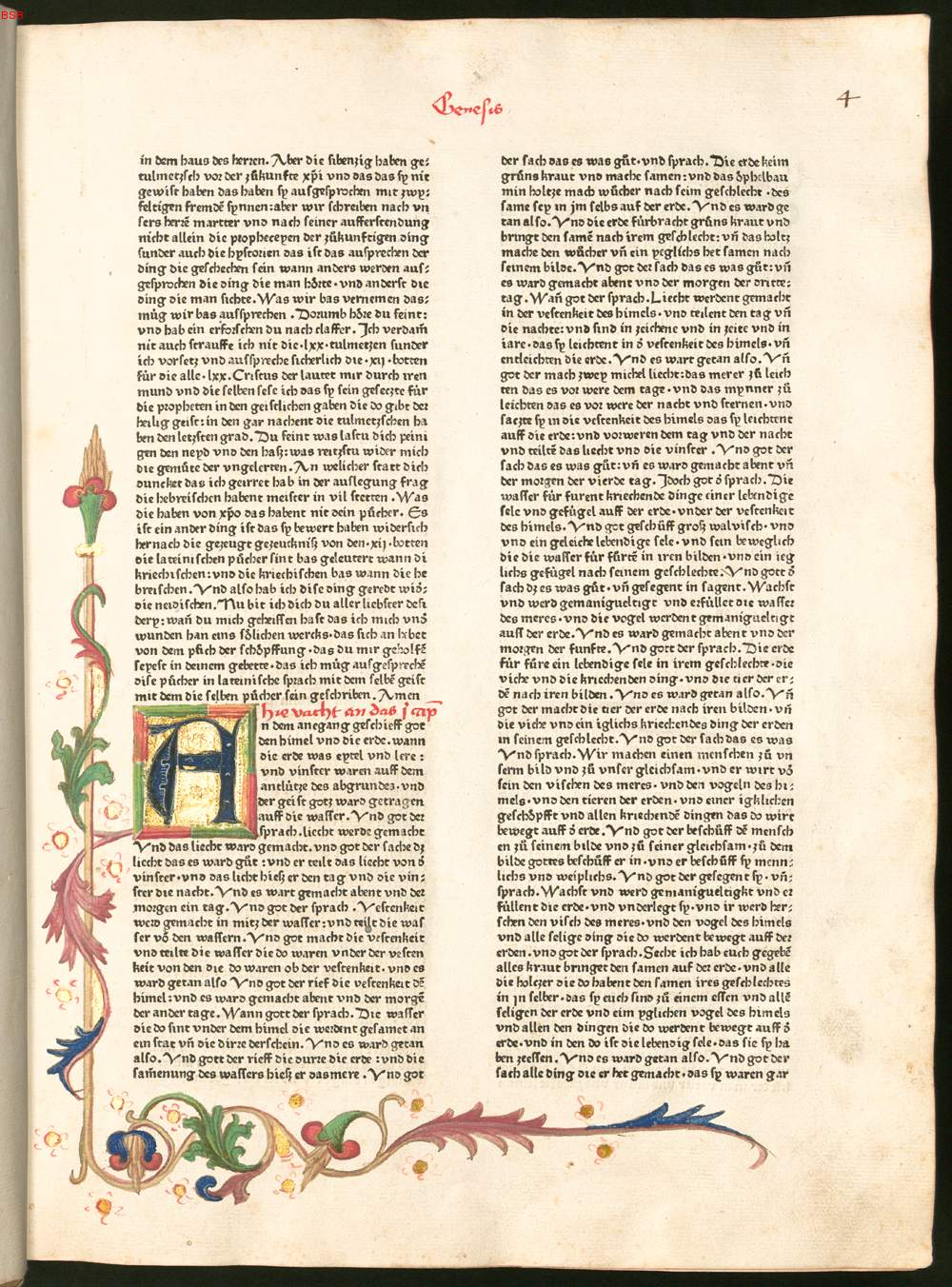
Inizio della Genesi.

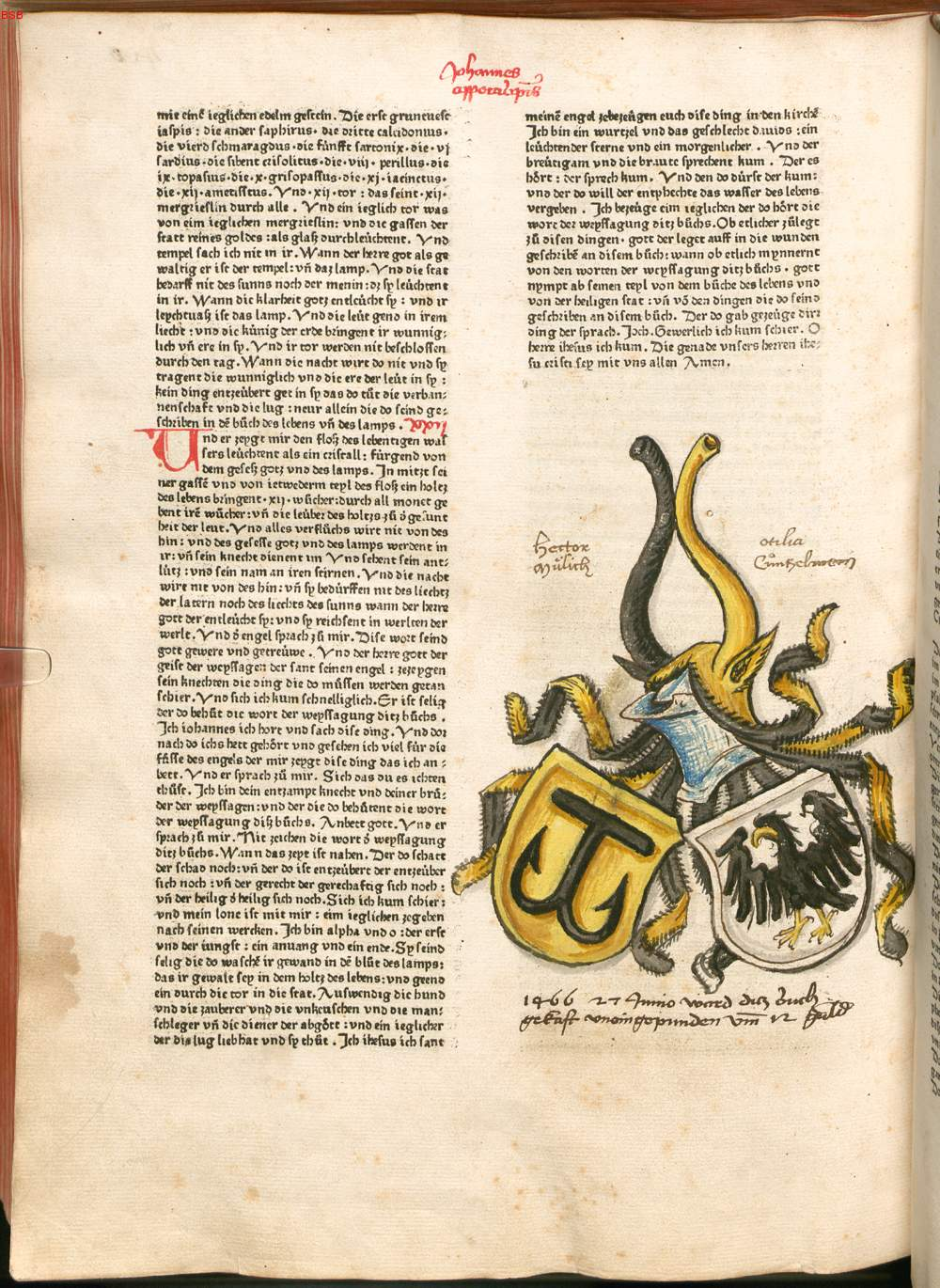
Ultima pagina con lo stemma di Hektor Mülich, l'acquirente del volume.

La Bibbia di Mentelin è la prima Bibbia stampata in tedesco ed è anche la prima in una lingua volgare. Fu pubblicata nel 1466, solo dieci anni dopo la Bibbia di Gutenberg, da Johannes Mentelin originario di Schlettstadt († 1478) e tipografo a Strasburgo.
Il testo tradotto si basava su una versione tedesca realizzata nella zona di  Norimberga tra il  1350 e il 1380, secondo una tecnica di traduzione "parola per parola". È la prima delle cosiddette Bibbie preluterane.

## Tecnica
Nella composizione tipografica Mentelin scelse di aumentare il numero di righe, riducendo le dimensioni del carattere, al fine di diminuire i costi rispetto a quelli di una Bibbia di Gutenberg. La Bibbia di Mentelin ha 61 righe su due colonne ed è stampata su 406 fogli del formato di 43 cm per 30 cm (in folio). I capilettera furono affidati a un rubricatore. 
Nell'esemplare conservato presso la Biblioteca nazionale bavarese, è riportata la firma di appartenenza con un'ulteriore annotazione manoscritta di Hektor Mülich (1420-1489/90), cronista di Augusta, che fu l'acquirente di quella copia, da cui può dedursi il prezzo, che corrispondeva circa al valore di quattro buoi. Nella nota, vergata sotto lo stemma miniato del proprietario, si può leggere: 1466 27 Junio ward ditz buch gekaft vneingepunden vmb 12 gulden («Il 27 giugno 1466 questo libro fu comprato non-rilegato a un prezzo di 12 fiorini»).